# Die Lyrik Maya Angelous

Maya Angelou beim Vortrag ihres Gedichts On the Pulse of Morning, bei der Amtseinführung von Präsident Bill Clinton 1993

Maya Angelou ist eine afroamerikanische Schriftstellerin, die vor allem mit ihren sieben Autobiografien bekannt wurde. Sie war aber auch eine erfolgreiche Autorin einer Vielzahl von Gedichten. Sie wurde der „poeta laureatus der schwarzen Frauen“ genannt, ihre Gedichte „Hymnen der Afroamerikaner“.

## Leben
Angelou befasste sich schon in jungen Jahren mit Lyrik, Literatur insgesamt war ihr wichtig, um mit traumatischen Erfahrungen fertigzuwerden, die sie in ihrer ersten Autobiographie beschrieb, I Know Why the Caged Bird Sings. Sie entwickelte sich nach einer Reihe von Tätigkeiten als junge Erwachsene zur Lyrikerin, zu denen die Mitwirkung bei einer Europa-Tournee von Porgy and Bess ebenso gehörte wie die Darstellung von calypso music in den Nachtclubs der 1950er Jahre. Viele der Lieder, die sie zu dieser Zeit schrieb, fanden sich später auch in ihren Anthologien und Sammlungen wieder. Ihre Karriere als darstellende Künstlerin gab sie schließlich für die Schriftstellerei auf.
Obwohl sie sich als Lyrikerin und Dramatikerin verstand, erreichte sie 1969 mit ihrer ersten Autobiografie Caged Bird, weltweite Anerkennung. Ihre erste Lyriksammlung Just Give Me a Cool Drink of Water ’fore I Diiie (1971) wurde für den Pulitzer-Preis vorgeschlagen. 1993 trug sie eines ihrer bekanntesten Gedichte zur Inauguration Bill Clintons vor: On the Pulse of Morning.
Angelou befasst sich in allen ihren Schriften mit denselben Themen: mit Liebe, schmerzhaftem Verlust, Diskriminierung, Rassismus und mit den Kämpfen des Lebens. Ihre Lyrik ist nicht leicht einzuordnen, sie ist mit musikalischen Stilen und Formen verglichen worden, besonders mit dem Blues. Wie die Sänger dieser Stilrichtung bewältigt auch Angelou weniger intensive Formen von Ärger, Trauer und Leid eher durch Lachen oder Spott als durch Tränen, etwa in Still I Rise, I Know Why The Caged Bird Sings und in dem Million Man March Poem, die beide von Liebe und der Überwindung von Beziehungsproblemen handeln. Die Metaphorik ihrer Gedichte, vor allem der Litotes, stellt teilweise einen Code dar, den vor allem Schwarze verstehen, aber Angelous Themen und Leitgedanken sprechen alle Menschen unabhängig von der Rasse an. Angelou benutzt Alltagssprache, die Umgangs- oder Vernakularsprache der Schwarzen, ihre Musik und Ausdrucksformen, rhetorische Techniken wie schockierende Sprache, den gelegentlichen Gebrauch von Schimpfwörtern und eine traditionell nicht akzeptierte Thematik. Wie in allen ihren Autobiografien spricht Angelou nicht nur für sich selbst, sondern für ihr Geschlecht und ihre Rasse. Ihre Gedichte drücken denselben gemäßigten Protest und die Überlebenskämpfe aus wie ihre Autobiografien, Hoffnung vermittelt sie dabei durch Humor. Eng verbunden mit dem Thema des Rassismus ist ihre Darstellung des Kampfes und der Bedrückung ihrer Rasse.

## Hintergrund
Maya Angelou befasste sich schon mit Gedichten, als sie in Stamps, Arkansas, aufwuchs, dem Schauplatz ihrer ersten Autobiografie I Know Why the Caged Bird Sings (1969). Im Alter von acht Jahren wurde sie vergewaltigt, eine traumatische Erfahrung, die sie in Caged Bird darstellt. Sie versuchte dieses Trauma zu bewältigen, indem sie große Werke der Literatur auswendig lernte und rezitierte. Dies half ihr nach eigener Aussage, ihr selbst auferlegtes Schweigen zu überwinden. Die Literaturwissenschaftlerin Yasmin Y. DeGout sieht in der Literatur das Medium, das Angelous poetische Sensibilität beeinflusste, besonders den „befreiende Diskurs, der sich in ihrem eigenen poetischen Kanon entwickeln sollte“.
Als Jugendliche nahm Angelou, die ursprünglich Rita Johnsohn hieß, verschiedene Tätigkeiten auf, als Sängerin, Tänzerin und darstellende Künstlerin, wobei sie nur wenig Erfolg hatte. 1957 nahm Angelou ihr erstes Album auf, Miss Calypso, das ihre Beschäftigung mit der damals sehr beliebten calypso music und ihre Zeit als Darstellerin in den Nachtclubs zum Ausdruck bringt. Die Erlebnisse dieser Zeit blieben auch für ihre weitere schriftstellerische Tätigkeit wichtig, auch wenn sie die Auftritte zugunsten der Literatur aufgab, wie sie es in ihrer Autobiografie The Heart of a Woman (1981) darstellte. Ende der 1980er kehrte sie zur Musik zurück. 1988 schrieb sie zusammen mit Roberta Flack den Song „And So It Goes“, der in Flacks Album Oasis aufgenommen wurde. Angelou arbeitete auch mit den R&B-Künstlern Ashford & Simpson für sieben der elf Stücke auf ihrem Album von 1996 zusammen, Been Found. Wegen dieses Albums hatte Angelou drei Platzierungen in den Billboard Charts. 2007 schrieb sie mit dem Jazzmusiker Wynton Marsalis  das Stück „Music, Deep Rivers in My Soul“, das der Geschichte der afroamerikanischen Musik nachgeht. Angelou liebte auch Country-Musik und schrieb mehrere Songs in diesem Stil.

## Lyrik
Sammlungen und Anthologien

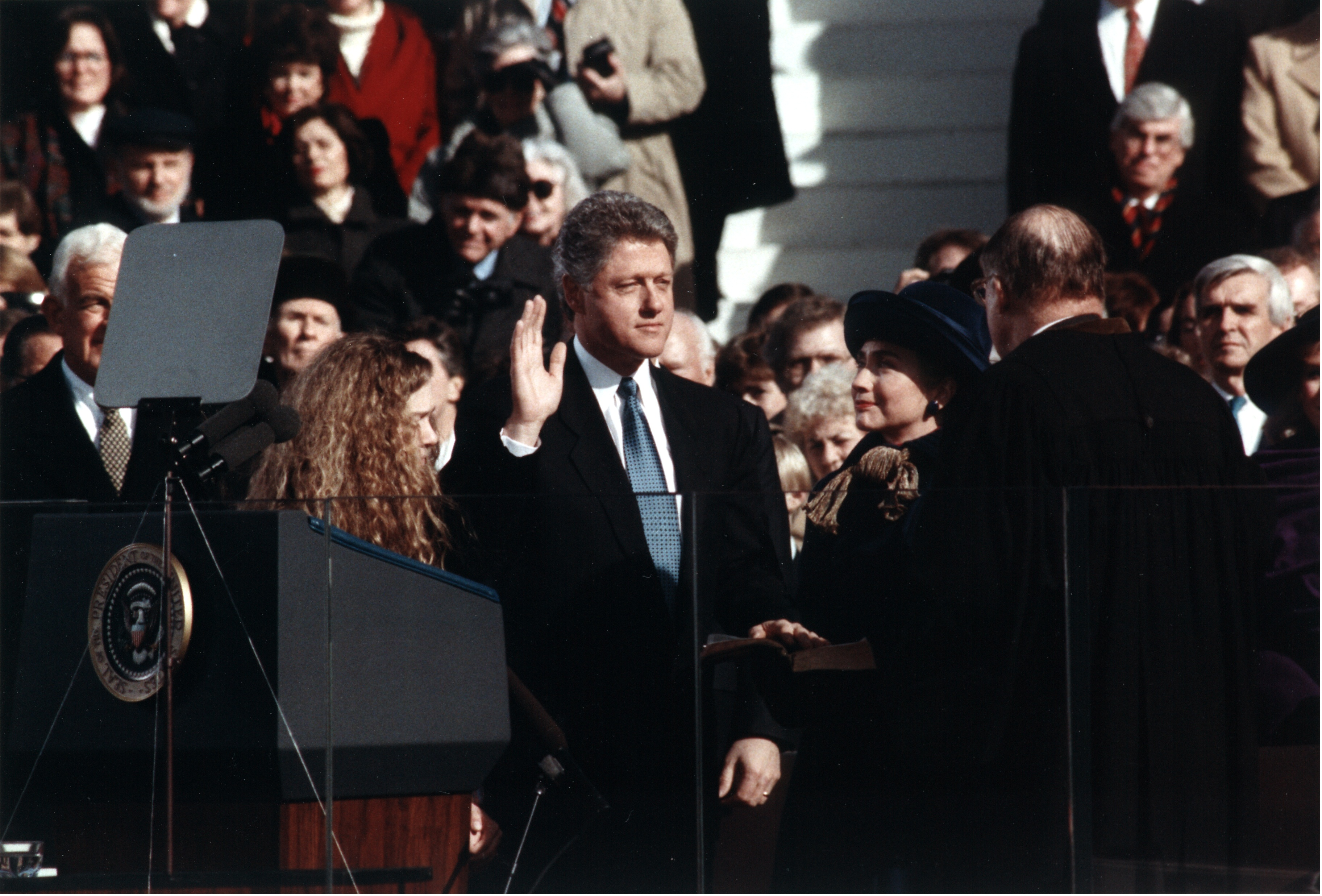
Amtseid des US-Präsidenten Bill Clinton

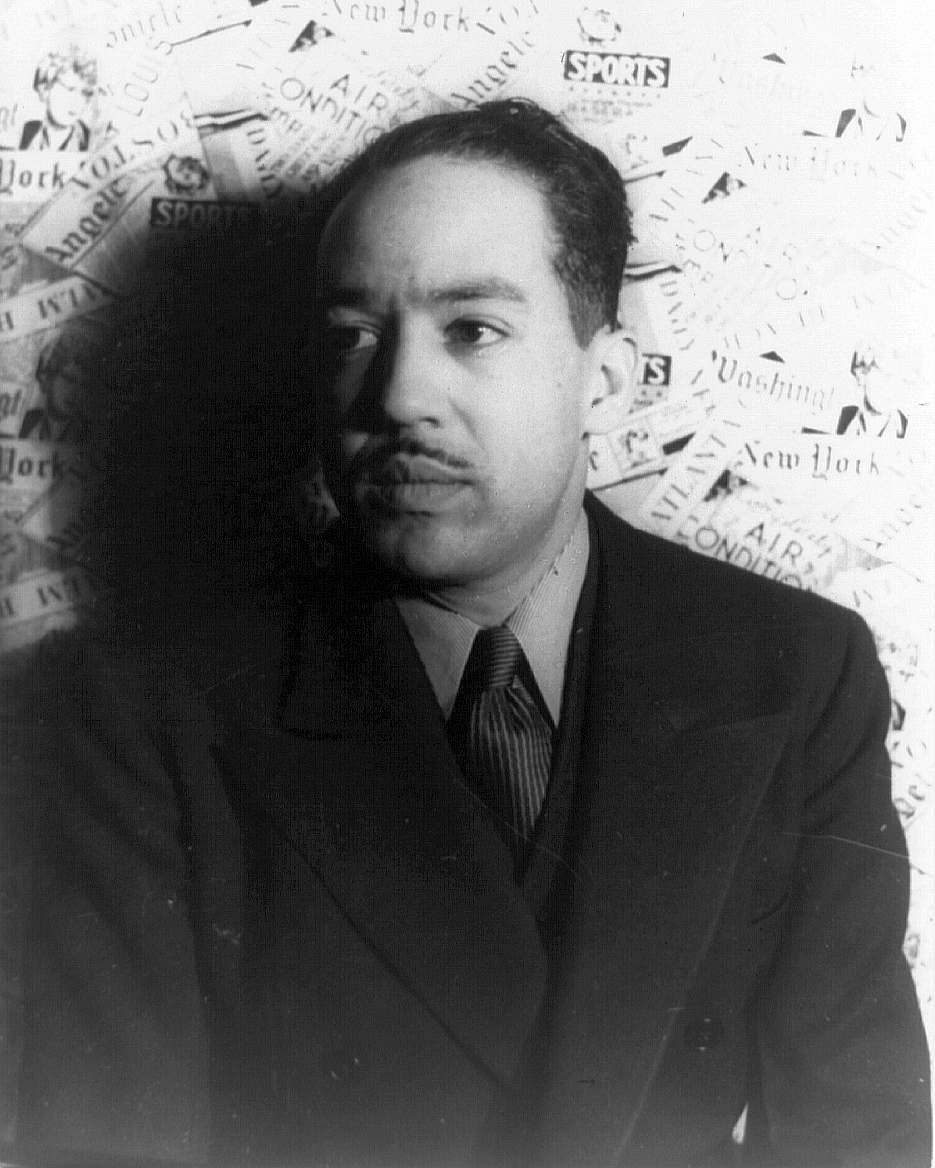
Angelou wird als Lyrikerin mit Langston Hughes verglichen.

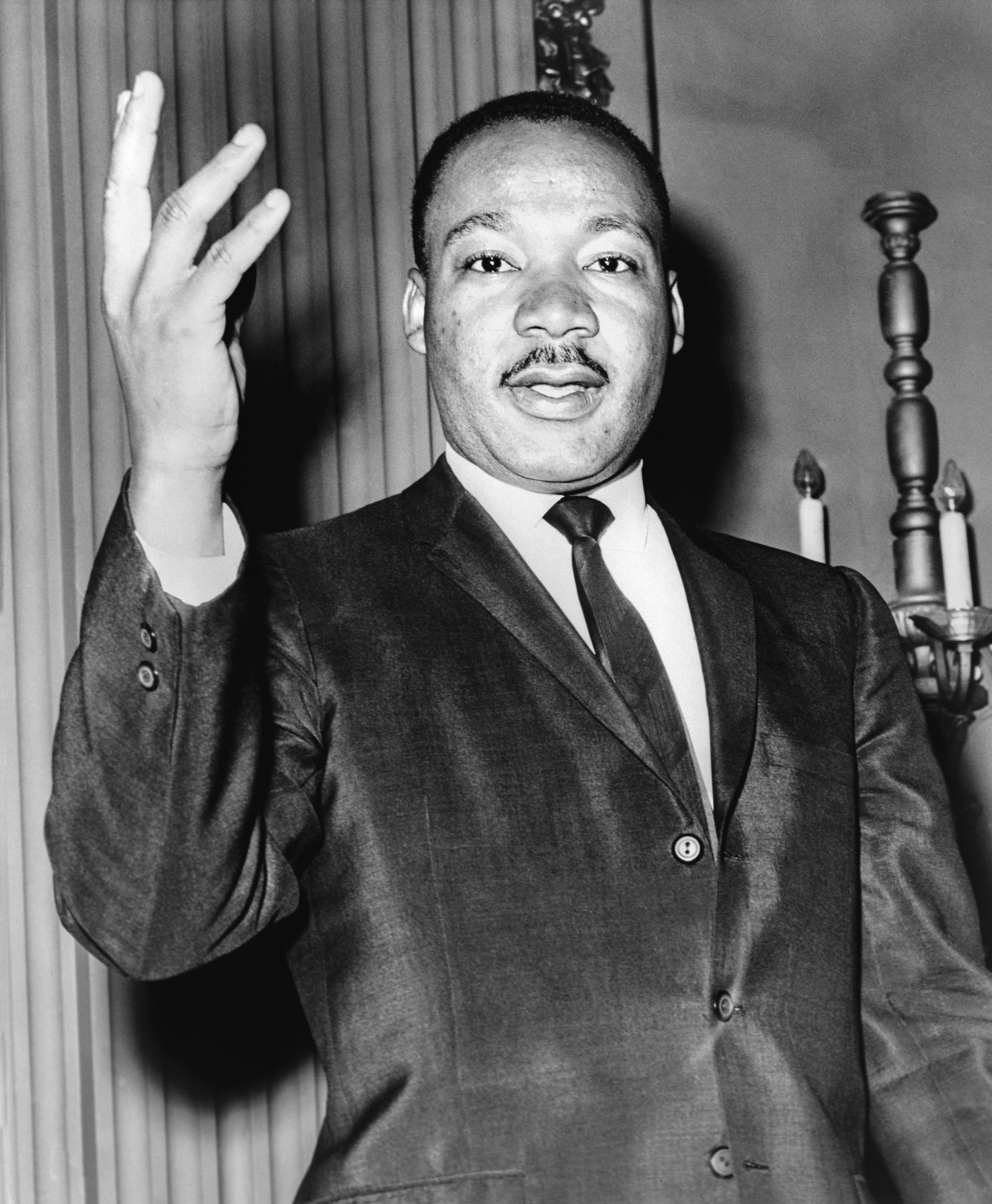
Martin Luther King, Jr. Literaturkritiker stellten fest, dass Angelous Gedichte die anfrikanisch-amerikanische Tradition der mündlichen Dichtung fortsetzten, wie sie King beispielhaft verkörpert.

- Just Give Me a Cool Drink of Water ’fore I Diiie Random House, New York 1971, ISBN 0-394-47142-3.
- Oh Pray My Wings Are Gonna Fit Me Well Random House, New York 1975, ISBN 0-679-45707-0.
- And Still I Rise Random House, New York 1978, ISBN 978-0-394-50252-6.
- Shaker, Why Don't You Sing? Random House, New York 1983, ISBN 0-394-52144-7.
- Poems Random House, New York 1986, ISBN 0-553-25576-2.
- Now Sheba Sings the Song Random House, New York 1987, ISBN 0-452-27143-6.
- I Shall Not Be Moved Random House, New York 1990, ISBN 0-553-35458-2.
- The Complete Collected Poems of Maya Angelou Random House, New York 1994, ISBN 0-679-42895-X.
- Phenomenal Woman: Four Poems Celebrating Women Random House, New York 1995, ISBN 0-679-43924-2.
- Poetry for Young People Sterling Books, Berkshire, U.K. 2007, ISBN 1-4027-2023-8

Einzelpublikationen
- On the Pulse of Morning. Random House, New York 1993, ISBN 0-679-74838-5.
- A Brave and Startling Truth. Random House, New York 1995, ISBN 0-679-44904-3.
- From a Black Woman to a Black Man. 1995.
- Amazing Peace. Random House, New York 2005, ISBN 1-4000-6558-5.
- Mother: A Cradle to Hold Me. Random House, New York 2006, ISBN 1-4000-6601-8.
- Celebrations, Rituals of Peace and Prayer. Random House, New York 2006, ISBN 978-0-307-77792-8.
- We Had Him. 2009.
- His Day is Done. 2013.